# کاخ ان‌براسم
کاخ ان‌براسم (به هلندی: Kaag en Braassem) یک شهرستان در هلند است که در هلند جنوبی واقع شده‌است. کاخ ان‌براسم −۱ متر بالاتر از سطح دریا واقع شده‌است.